# Mammillaria microhelia
 (avril 2012).
Si vous disposez d'ouvrages ou d'articles de référence ou si vous connaissez des sites web de qualité traitant du thème abordé ici, merci de compléter l'article en donnant les références utiles à sa vérifiabilité et en les liant à la section « Notes et références ».
Espèce
Statut de conservation UICN

 EN B1ab(iii,v) : En danger
Statut CITES
Mammillaria microhelia est une espèce de cactus faisant partie du genre Mammillaria de la famille des Cactaceae.

## Étymologie
Du latin mamilla, mamelle, et du grec mikros, petit, et helios, soleil.

## Culture
M. microhelia est de culture relativement facile, avec un maximum de soleil et un repos hivernal bien marqué, comme tous les Mammillariae.
La température minimale est de 0 °C.

## Floraison
Cette espèce fleurit généralement du printemps à l'été mais pluôt au début du printemps, voire en fin d'hiver parfois, et est auto-stérile, c'est-à-dire qu'un seul individu ne suffit pas pour la formation de graines.

## Répartition géographique
Elle vit au Mexique, dans la région de Querétaro, entre 2 000 et 2 600m d'altitude le plus souvent.